# Рюкийская мышь
Рюкийская мышь, или колючая мышь (лат. Tokudaia osimensis) — эндемичный вид грызунов, обитающий на островах Амами архипелага Рюкю, принадлежащих Японии.

## Общие сведения
Длина тела 8,9—16 см, длина хвоста 6,1—13,5 см. Окрас спины темно коричневый с оранжевым оттенком, брюшная сторона тела белая с серым оттенком.
Это ночные животные. Всеядны, едят в основном плоды каштанника, насекомых; особи, живущие в горах едят также сладкий картофель. Рождение 1—7 детёнышей происходит в декабре — январе. Мыши предпочитают вторичные широколиственные леса, хотя могут встречаться и в интактных. Популяция сокращается из-за вырубки лесов и охотящихся на них мангустов и диких кошек.

## Определение пола
Кариотип представлен 25 хромосомами. Самец не имеет Y-хромосомы, при этом у самки и самца одинаковый набор хромосом. Детерминация пола происходит с помощью дополнительных копий гена половой дифферециации CBX2 у самцов.